# Усомля
Усо́мля — озеро в Полоцком районе Витебской области Белоруссии. Относится одновременно к бассейнам рек Туровлянка и Ушача.

## Описание
Озеро Усомля располагается в 14 км к юго-западу от Полоцка. На восточном берегу озера находится деревня Усомля, рядом с северным берегом — деревня Косарево. Высота водного зеркала над уровнем моря — 131,8 м.
Площадь поверхности водоёма — 2,03 км². Длина составляет 2,1 км, наибольшая ширина — 1,7 км. Наибольшая глубина — 3,2 м, средняя — 1,9 м. Длина береговой линии — 7 км. Объём воды — 3,9 млн м³. Площадь водосбора — 8,6 км².
Котловина озера термокарстового типа, вытянута с севера на юг. Склоны котловины распаханные, высотой 7—9 м. Северные склоны не превышают 5 м в высоту и покрыты лесом и кустарником. Берега преимущественно низкие, песчаные, на юге и востоке сплавинные, с зыбунами шириной до 150 м. На северо-западе и юго-востоке берега абразионные, крутые. У кромки воды произрастают деревья и кустарники.
Мелководье узкое. Дно до глубин 1,3—2 м песчаное, местами илистое. Бо́льшие глубины выстланы сапропелем. На озере Усомля есть остров площадью 0,3 га.
Минерализация воды составляет 130 г/л, прозрачность — 0,3 м. На северо-западе впадает небольшой ручей. Западная часть водоёма соединяется протокой с озером Красно. Из южной части вытекают два ручья, впадающие в озеро Канаши, которое через систему озёр и протоков сообщается с рекой Туровлянка, притоком Западной Двины. На северо-востоке вытекает ручей, впадающий в Ушачу — другой приток Западной Двины.
Водоём зарастает до глубины 1,4 м. Ширина полосы прибрежной растительности составляет от 15 до 170 м. Озеро подвержено эвтрофикации.
В Усомле водятся лещ, щука, линь, карась, окунь, уклейка, плотва и другие виды рыб.
Название озера связывают с фин., вепс., эст., лив. sammal, saamal - мох.